# Alexander von Kielmansegg (Oberst)

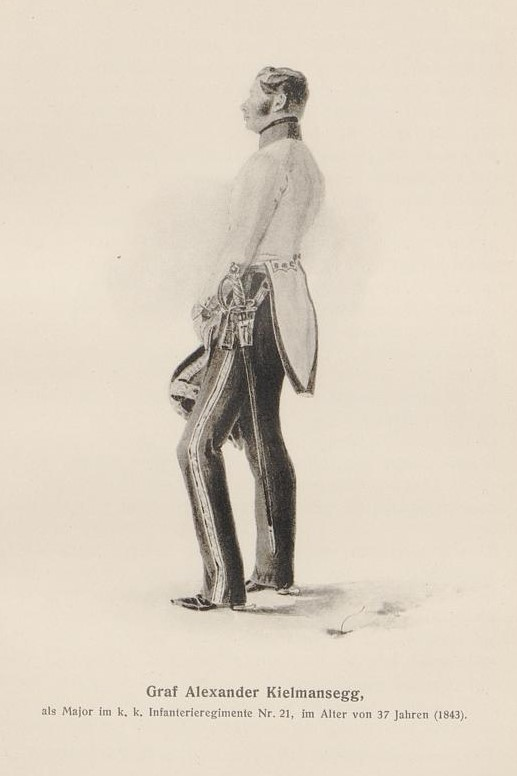
Alexander von Kielmansegg als Major (1843), nach einem Aquarell von Karl Leopold von Kiel

Alexander Graf von Kielmansegg, vollständig Alexander Georg August Ferdinand Friedrich Graf von Kielmansegg(e) (* 8. Februar 1806 in Hannover; † 14. Mai 1849 in Mailand) war ein deutscher Offizier in österreichischen Diensten, zuletzt Oberst. Für seinen Einsatz in der Schlacht bei Novara (1849), der ihn das Leben kostete, erhielt er posthum den Militär-Maria-Theresien-Orden, die höchste militärische Auszeichnung der Habsburgermonarchie.

## Leben
Alexander von Kielmansegg (Nr. 161 der Geschlechtszählung) entstammte dem holsteinisch/hannoverschen Zweig der Familie Kielmansegg(e), der in besonderer Weise mit dem Welfenhaus verbunden war. Er war der dritte Sohn des königlich hannoverschen Oberstallmeisters Ludwig Friedrich Graf von Kielmansegg und dessen Frau Frederike Eleonore, geb. Gräfin von Wallmoden-Gimborn, Tochter des kurhannoverschen Feldmarschalls Graf Johann Ludwig von Wallmoden-Gimborn. Ludwig von Kielmansegg (1798–1873) und Eduard von Kielmansegg (1804–1879) waren seine älteren Brüder.
Wie mehrere seiner Verwandten besuchte er die Ritterakademie in Lüneburg. Am 26. Dezember 1822 erhielt er von König Georg IV. das Patent als Sekondeleutnant bei den hannoverschen Gardejägern. 1825/26 entsandte ihn der König nach Berlin, um die preußische Kriegsschule zu besuchen. Daneben konnte Kielmansegg Anteil am Hofleben nehmen und war beim Besuch des Herzogs von Wellington in Berlin anwesend. 1828 besuchte er England, Schottland und Irland und wurde zum Premierleutnant befördert.
Begeistert vom Vorbild seines Onkels Ludwig von Wallmoden-Gimborn wechselte er 1833, 27 Jahre alt, in den Dienst der österreichischen Kaiserlich-Königlichen Armee. Er kam als Leutnant in das k.u.k. Husarenregiment „Friedrich Wilhelm III. König von Preußen“ Nr. 10. Im April 1833 wurde er zum Oberleutnant befördert. Zu diesem Zeitpunkt tat er Dienst im Kürassier-Regiment Nr. 6 in Ungarn, dessen Regimentsinhaber sein Onkel Wallmoden-Gimborn war. 1834 wechselte er unter Beförderung zum Kapitänleutnant zur Infanterie und kam zum 32. Linieninfanterieregiment Fürst Esterhazy in Mantua. 1837 wurde er Hauptmann. 1838 konnte er die Krönung von Kaiser Ferdinand I. zum König des Königreichs Lombardo-Venetien in Mailand miterleben. Ostern 1840 verbrachte er in Rom, was ihn sehr beeindruckte. Am 24. Januar 1842 wurde er zum Major befördert und zum Infanterieregiment Nr. 21 unter dem Kommandanten Ludwig von Benedek in Mailand versetzt. Hier besuchte er gern die Mailänder Skala. Er gehörte zum großen Kreis der Verehrer der Tänzerin Fanny Elßler.
Kurz vor Ausbruch der italienischen Revolution 1848, wurde Kielmansegg Oberstleutnant und zum Infanterie-Regiment Nr. 33 Franz Graf Gyulay versetzt, das aus Dalmatien nach Padua gekommen war. Bei den ersten Gefechten des Ersten Italienischen Unabhängigkeitskrieges im Mai 1848 erwarb sich Kielmansegg die Allerhöchste Zufriedenheit. Ebenso tat er sich bei der Erstürmung von Curtatone (29. Mai) und in der Schlacht von Goito (30. Mai) hervor.
Noch auf dem Schlachtfeld von Goito ernannte ihn Feldmarschall Josef Wenzel Radetzky von Radetz zum Kommandeur des Regiments Nr. 21, in dem er bereits als Major gedient hatte. Seine Beförderung zum Oberst erfolgte mit Patent vom 26. Juni 1848. Ab September war er mit seinem Regiment in Monza. Es gelang ihm, hier und in der Brianza die Ordnung wiederherzustellen.

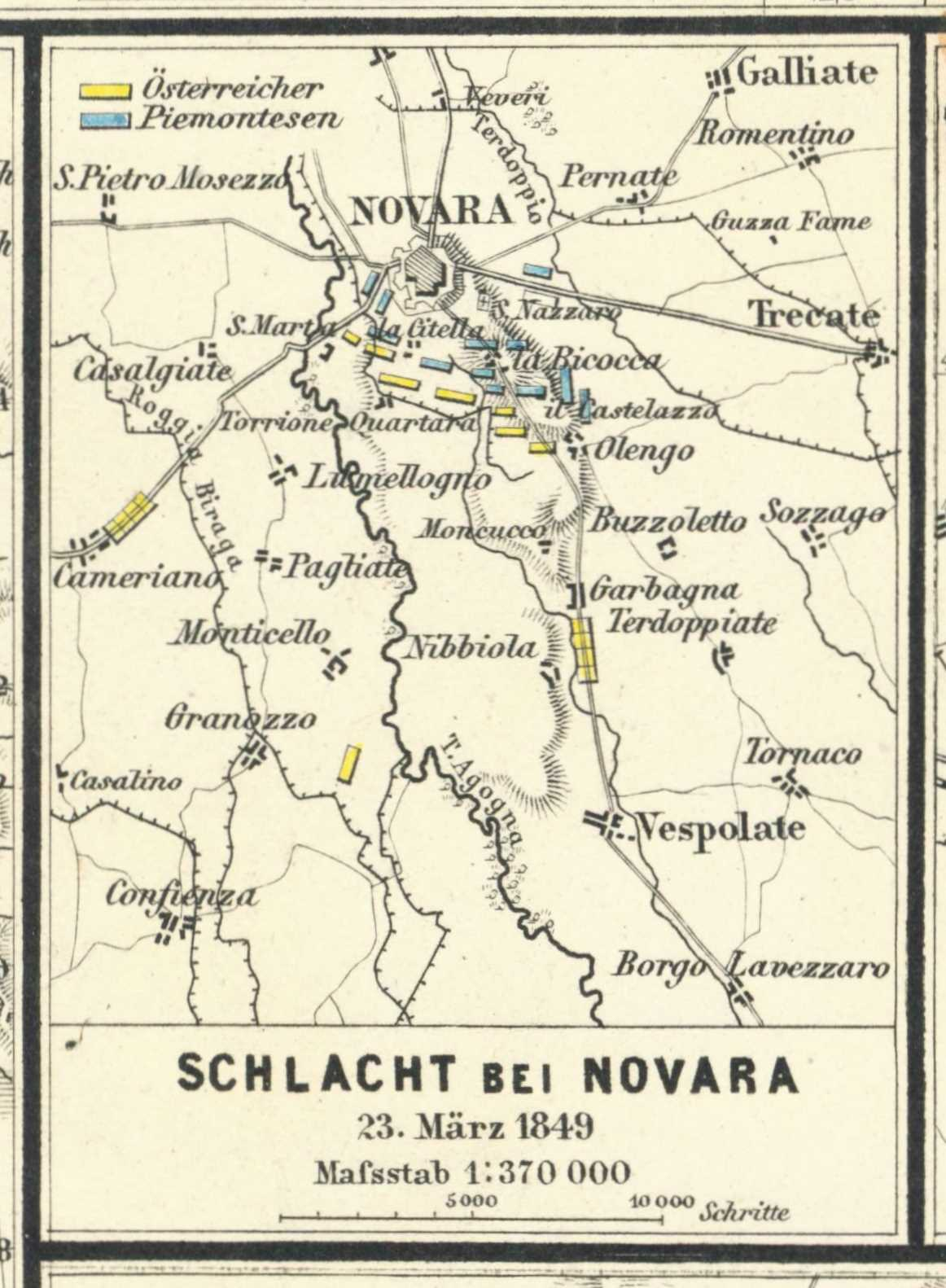
Karte der Schlacht von Novara

Im folgenden Jahr begann am 20. März 1849 ein neuer Feldzug. Nach der Einnahme von Mortara (Lombardei) kam es am 23. März zur Schlacht von Novara. Um die auf der Straße nach Novara vorrückende Hauptkolonne vor feindlicher Umgehung zu schützen, wurde Kielmansegg von Erzherzog Albrecht beauftragt, mit einem Bataillon seines Regiments, einer Division Jäger, einem Flügel Husaren und zwei Geschützen über Montasello gegen Novara vorzugehen und so die linke Flanke zu decken. Kielmansegg war bis vor Torrione Quartara gekommen, als das Zentrum, das Erzherzog Albrecht befehligte, zu schwanken begann. Kielmansegg musste nun seine Stellung um jeden Preis halten. Er bat um Verstärkung, verteidigte seine Stellung bis zu deren Eintreffen und hinderte so die sardisch-piemontesischen Truppen, die Umgehung des österreichischen Zentrums seinerseits fortzusetzen. Nach fünf Stunden erhielt er die Nachricht, Erzherzog Albrecht könne ihm die erbetene Verstärkung nicht senden. Kielmansegg möge seine Stellung aufgeben und sich nach Nibbiola zurückziehen. Er hielt jedoch mit seiner Truppe stand. Bei einem versuchten italienischen Sturmangriff am Abend, der im Nahkampf abgewehrt werden konnte, wurde Kielmansegg durch einen Schuss in den rechten Oberschenkel schwer verwundet. Sein Halten der Stellung trug wesentlich zum Sieg der Österreicher bei. Der im März 1848 mit dem Volksaufstand von Mailand eingeleitete Erste italienische Unabhängigkeitskrieg endete Ende März 1849 mit der Schlacht von Novara definitiv, der Kaiserstaat Österreich hatte die volle Kontrolle über die Lombardei und Venetien zurückgewonnen.
Kielmansegg wurde mit seiner schweren Verletzung auf dem Verbandsplatz von Nibbiola notdürftig versorgt und dann erst nach Padua, dann am 6. Mai nach Mailand in die Casa Poldi gebracht. Sein Bruder Eduard von Kielmansegg kam aus Deutschland. Trotz intensiver Behandlung erholte sich Kielmansegg nicht mehr und starb am 14. Mai 1849. Unter Beteiligung der gesamten Garnison wurde er mit militärischen Ehren in Mailand beigesetzt.

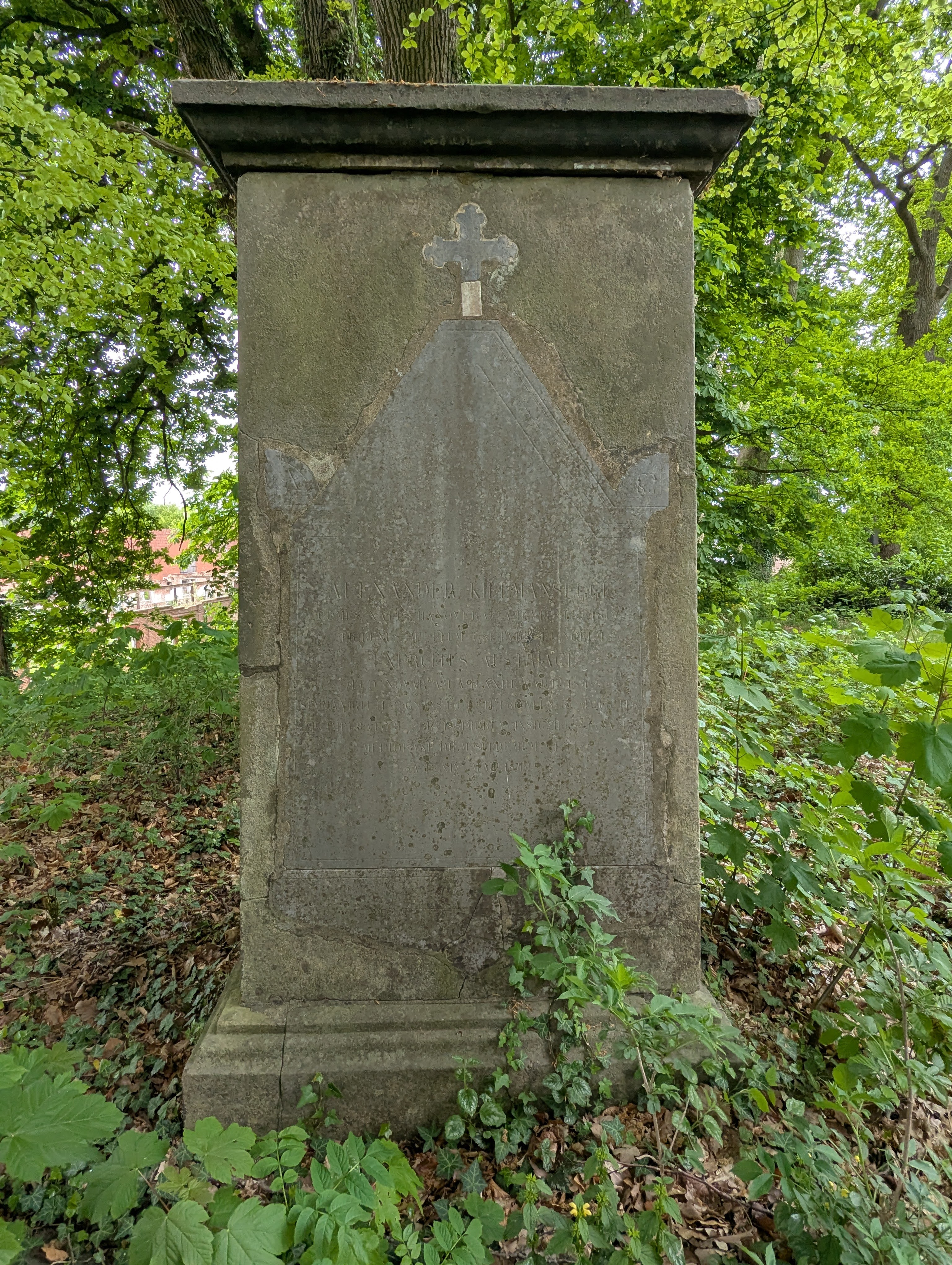
Grabstein, heute in Gülzow

Sein Grabstein kam später nach Gülzow (Lauenburg), wo er verwittert erhalten ist.
Das Kapitel des Militär-Maria-Theresien-Ordens erkannte in seiner 153. Promotion vom 29. Juli 1849 Kielmansegg posthum das Ritterkreuz des Ordens zu.
Kielmansegg blieb unverheiratet und ohne Nachkommen. Sein gleichnamiger Neffe und Patensohn Alexander von Kielmansegg trat ebenfalls in österreichische Dienste und war zuletzt Konteradmiral.

## Auszeichnungen

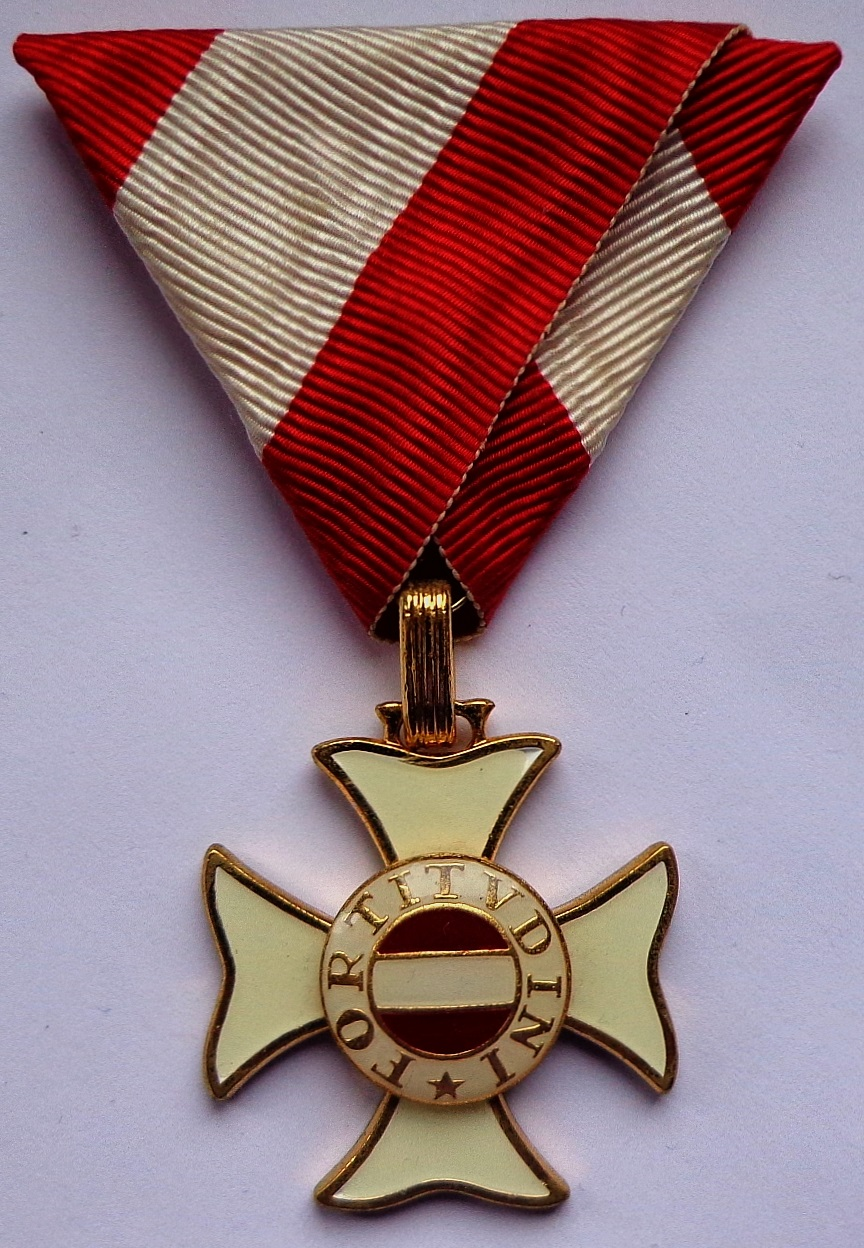
Militär-Maria-Theresien-Orden

- Guelphenorden, Ritter (1844)
- Österreichisch-kaiserlicher Leopold-Orden, Ritterkreuz (30. November 1848)
- Militär-Maria-Theresien-Orden, Ritter (29. Juli 1849)